# Йорк, Энди
Энди Йорк (родился 10 января 1972) — английский музыкант, бывший вокалист и гитарист группы «Unbelievable Truth» («Невероятная правда»). Младший брат солиста группы «Radiohead» Тома Йорка.

## Ранние годы
Йорк начал петь, когда ему было десять. В возрасте двенадцати лет, Йорк встретил Найджела Пауэлла в школе Абингдона, с которым он в конечном итоге образовал группу Unbelievable truth. В то время Йорк также изучал русский язык. В 1987 году в возрасте 15 лет он путешествовал в Советский Союз.
На название группы музыкантов вдохновил фильм Хэла Хартли 1989 года Невероятная истина.
Йорк изучал русский язык в университете и провел год (1992—1993) в Москве, в России. В 1996 году он вновь приехал в Москву, чтобы работать переводчиком в Гринпис. Он вернулся в университет в 2000 году, чтобы продолжить изучение русской политики и бизнеса. Йорк работал в этой сфере до возвращения в студию звукозаписи, где начал запись своего дебютного сольного альбомом «Simple» («Простой»). В настоящее время он получает степень доктора наук в области государственного управления в Лондонской школе экономики.

## Карьера

### Невероятная Правда (1993—2000)
Невероятная правда была группой из Оксфорда, Англия, состоящей из трех человек. Йорк был вокалистом и соло-гитаристом. Группа заключила контракт со звукозаписывающим лейблом «Virgin» и выпустила свой дебютный альбом «Almost Here» («Почти здесь») в 1998 году
В 2000 году они выпустили свой второй альбом «sorrythankyou» («простиспасиботебе») на «Shifty Disco», том же самом оксфордском независимом лейбле, который выпустил их первый сингл. Этот альбом получил смешанные отзывы критиков и не принес коммерческих успехов. В том же самом году Энди Йорк покинул группу, чтобы работать, в том числе и в России. Последний двойной концертный альбом и би-сайды были последовательно выпущены в 2001 году под названием «Misc. Music».
19 февраля 2005 года в оксфордском музыкальном клубе «Zodiac» («Зодиак») участники группы «Невероятная правда» воссоединились для единственного выступления, где они сыграли пятнадцать песен, чтобы почтить память о жертвах Азиатского цунами, которое произошло в Индии и Таиланде в конце 2004 года. Они также ненадолго воссоединились, чтобы дать концерт в последнюю ночь существования клуба «Zodiac» («Зодиак») в мае 2007 года, после чего он был закрыт и преобразован в музыкальный клуб Карлингской Академии.

### Простой[3](2007-настоящее время)
14 июля 2008 года Энди Йорк выпустил сольный альбом, названный «Simple» («Простой»). Живые выступления в поддержку его сольного творчества включали бывших участников группы «Невероятная правда» в качестве бэк-вокалистов.

### Коллаборации
В 2009 году вместе со своим братом Томом принял участие в записи кавера песни «All For The Best» группы  Miracle Legion, которая среди прочих была выпущена в рамках акции поддержки музыкантами фронтмена группы Марка Малкэхи, за год до этого неожиданно потерявшего жену и оставшегося отцом-одиночкой двух девочек-близнецов.

## Дискография

### Альбомы
- Простой (2008), Aktiv Records (UK), Chocolate Lab Records (US), Vinyl Junkie (JP)

### Синглы
- «Взлет и падение» (6 мая 2007)

1. Взлет и падение (3.30)
2. Забрать тебя домой (2.20)

- «Одна на миллион» (13 октября 2008)

1. Одна на миллион (4.15)
2. Розы (3.25)
3. Соль на рану (3.33)